# Compagnie du Congo pour le commerce et l'industrie

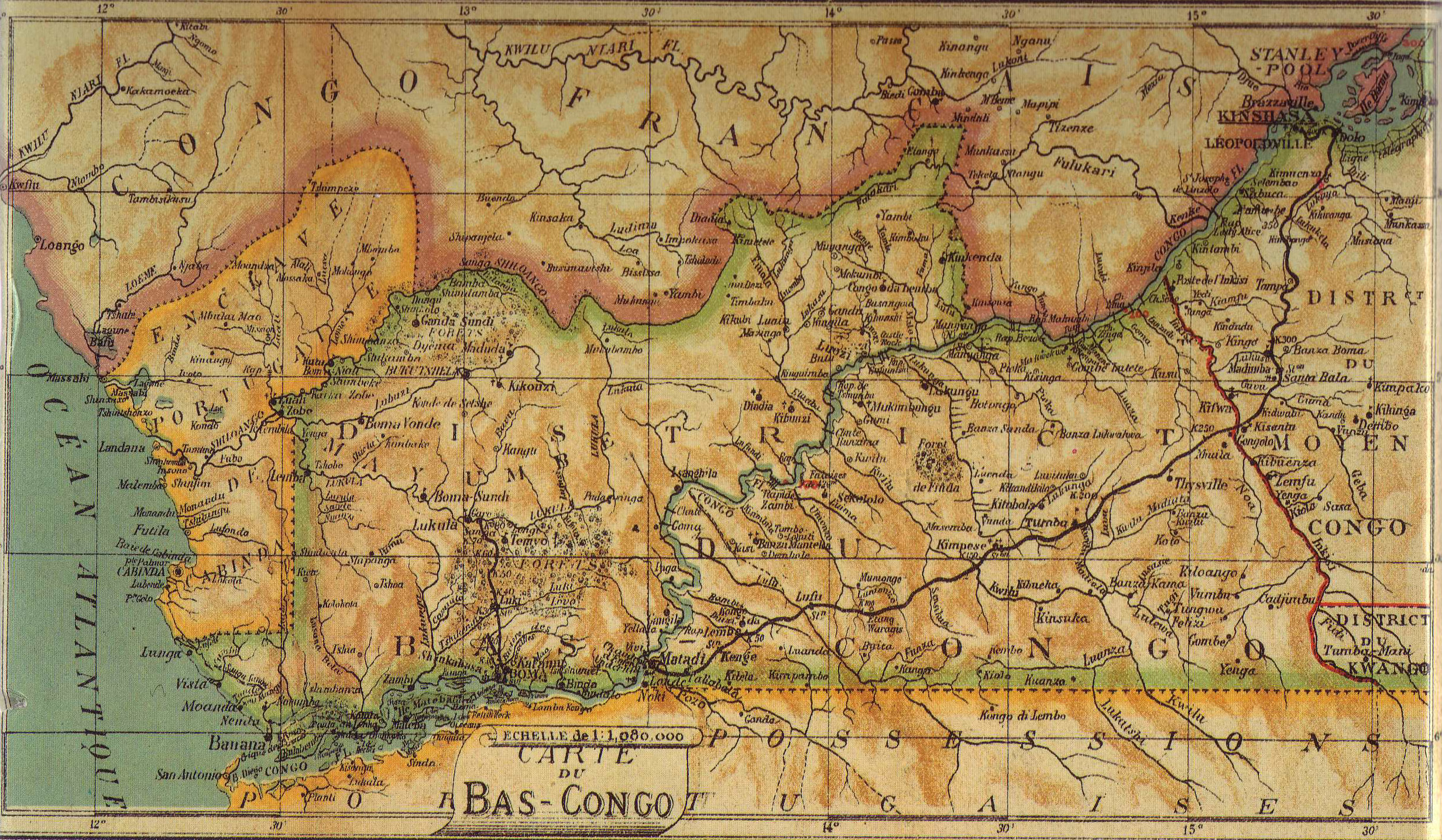
Traject van de spoorweg (zwarte lijn)

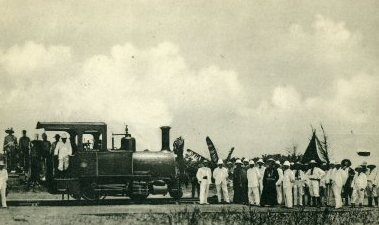
Aankomst van de eerste locomotief in Léopoldville (1898)

De Compagnie du Congo pour le Commerce et l'Industrie (kortweg Compagnie du Congo of CCCI) was de eerste grote onderneming in de Onafhankelijke Congostaat.

## Geschiedenis
De Compagnie du Congo werd opgericht door Albert Thys in 1886 om een spoorlijn te bouwen tussen Matadi en Stanley Pool. Tussen deze plekken was de Congostroom over een afstand van 350 km onbevaarbaar, vanwege de Livingstonewatervallen en de watervallen van Inga. De link was cruciaal om het koloniale project van de grond te krijgen. Koning Leopold II stond op het punt om de opdracht toe te kennen aan de Congo Railway Co, voorgesteld door een syndicaat uit Manchester dat de benodigde 25 miljoen frank kon mobiliseren. De energieke Thys, ordonnantieofficier van de koning en functionaris van de Kongo-Vrijstaat, stelde alles in het werk om Leopold te overtuigen dat de middelen ook in België te vinden waren. In een eerste fase had hij 1 miljoen frank nodig om het voorbereidende werk te doen. Hij verzamelde 278 aandeelhouders die op 27 december 1886 de statuten van de CCCI goedkeurden (startkapitaal: 2000 aandelen van 500 frank). De stichtingsvergadering vond plaats op 9 februari in het Palais de la Bourse. Op 26 maart kwam de overeenkomst met Leopold tot stand: de Kongo-Vrijstaat bestelde bij CCCI een complete studie van de spoorwegaanleg en gaf haar een optierecht om ook de constructie op zich te nemen. Als CCCI de optie uitoefende, zou het alle nodige terreinen in concessie krijgen en voor 99 jaar de uitbating mogen waarnemen. Daarnaast zou de Compagnie ook 150.000 ha concessiegebied mogen kiezen uit het domaniaal gebied.
Afgevaardigd bestuurder Thys zette zich onmiddellijk aan het werk. Hij reisde af met een eerste expeditie van topografen en ingenieurs onder kapitein Ernest Cambier (mei 1887 – november 1888). Een andere CCCI-expeditie onder Delcommune vertrok stroomopwaarts vanaf Stanley Pool en had een eerste bedrijfsstoomboot ter beschikking, de Roi des Belges. Cambier kwam terug met een plan voor 398 km spoor tegen een kost die hij op 25 miljoen raamde. In de zomer van 1889 richtte de CCCI een filiaal op voor de spoorwegconstructie. De 25 miljoen frank kapitaal was afkomstig van de Belgische haute finance en ook van regering (10 miljoen). De werken werden op de voet gevolgd in de koloniale pers, vooral in de Mouvement Géographique van Alphonse-Jules Wauters.
De levensomstandigheden bij de aanleg van deze spoorweg waren ronduit erbarmelijk. De sanitaire en medische voorzieningen waren benedenmaats. In 1892 werkten er ongeveer tweeduizend mensen aan de spoorweg, waarvan er gemiddeld honderdvijftig arbeiders per maand het leven lieten ten gevolge van pokken, dysenterie, beriberi en uitputting. Eind 1892 waren er reeds 7000 arbeiders aangeworven, waarvan er 3500 gestorven of gevlucht waren (bijvoorbeeld richting naburige bossen). Door deze omstandigheden werd het moeilijker om arbeidskrachten aan te werven. Thys trok daarom respectievelijk in september en november 1892 mensen uit Barbados en China aan. De Barbadianen weigerden de boten in de haven van Matadi te verlaten tot ze door middel van vuurwapens gedwongen werden. Bij deze actie lieten zeven mensen het leven.
In totaal lieten 1800 Afrikanen en 132 Europeanen het leven. In juli 1898 was de spoorlijn voltooid.
De CCCI was een spil van de "Groupe Thys". Ze stond aan de wieg van 90 bedrijven in de periode 1888-1948. Daartoe behoorden:
- 1888: Compagnie des Magasins généraux du Congo: uitbating van hotels en winkels in onder meer Boma en Matadi
- 1888: Société anonyme belge pour le commerce du Haut-Congo (S.A.B.): koloniale onderneming die talrijke posten stichtte in Opper-Congo en handel dreef in rubber en ivoor.
- 1889: Compagnie du Chemin de fer du Congo: aanleg van de spoorweg Matadi-Leopoldville
- 1889: Compagnie des Produits du Congo: op het eiland Mateba doet dit bedrijf aan veeteelt en handel in landbouwproducten.
- 1891: Compagnie du Katanga: dit bedrijf moest de mijnprovincie Katanga exploiteren voor de neus van Cecil Rhodes. Het lanceerde grote expedities onder Alexandre Delcommune, kapitein William Stairs en Lucien Bia en Émile Francqui.
- 1899: Banque d'Outre-Mer
- Compagnie du Lomami
- Compagnie Industrielle de Transports au Stanley-Pool (Citas)
- Société des Pétroles au Congo
- Société Industrielle et Minière du Katanga (Simkat)
- Compagnie du Kasaï

Na de dood van Thys (1915) ging de groep op eigen kracht verder, maar kwam dan in 1928 toch onder de controle van de Generale Maatschappij. Deze overname creëerde een conglomeraat dat Congo economisch volledig in zijn greep had. Bij de onafhankelijkheid in 1960 was CCCI nog altijd een grote holding die veertig bedrijven in portefeuille had, waaronder de Compagnie Cotonnière Congolaise (Cotonco). Ze werd omgedoopt tot Euroutremer (Compagnie européenne et d'outre-mer) en bleef nog tot 1981 bestaan. De archieven van de CCCI zijn raadpleegbaar in het Algemeen Rijksarchief 2 – Depot Joseph Cuvelier.